# Macradena perfecta
Macradena perfecta är en plattmaskart. Macradena perfecta ingår i släktet Macradena och familjen Hemiuridae. Inga underarter finns listade i Catalogue of Life.